# Pushover (film)
Pushover is een film noir uit 1954, geregisseerd door Richard Quine en uitgebracht door Columbia Pictures. In de cast zitten onder meer Fred MacMurray, Philip Carey en Kim Novak, die in deze film haar eerste rol speelde.

## Verhaal
Fred MacMurray speelt hier een rol die doet denken aan zijn klassieke noir, Double Indemnity: die van een  plichtbewuste politieagent die de opdracht krijgt het appartement van Lona McLane (Kim Novak), de vriendin van een bankrover en moordenaar, te observeren. Paul Sheridan (MacMurray) slaagt erin dicht in haar buurt te geraken om het fijne te weten te komen over haar vriendje en het gestolen geld. Hij valt voor de charmes van de mooie blonde, wat leidt tot allerlei verwikkelingen met een dodelijke afloop.

## Rolverdeling
| Acteur           | Personage                |
| ---------------- | ------------------------ |
| Fred MacMurray   | Paul Sheridan            |
| Philip Carey     | Rick McAllister          |
| Kim Novak        | Lona McLane              |
| Dorothy Malone   | Ann Stewart              |
| E. G. Marshall   | Lieutenant Carl Eckstrom |
| Allen Nourse     | Paddy Dolan              |
| Phil Chambers    | Briggs                   |
| Alan Dexter      | Fine                     |
| Robert Stevenson | Billings                 |
| Don C. Harvey    | Peters                   |
| Paul Richards    | Harry Wheeler            |
| Ann Morriss      | Ellen Burnett            |